# Associació Valenciana de Meteorologia
L'Associació Valenciana de Meteorologia Josep Peinado (Avamet) és una associació sense ànim de lucre que difon i promou la meteorologia i la informació de l'oratge al País Valencià.
Els objectius de l'associació inclouen fomentar la investigació meteorològica, promoure la col·laboració entre aficionats, i representar-los davant altres entitats. Avamet duu a terme diverses activitats com reunions, conferències, excursions, i la creació de bancs de dades climatològiques, com la seua MeteoXarxa Online amb dades a temps real. També col·labora amb diverses entitats com la Agència Estatal de Meteorologia (Aemet), universitats i ajuntaments valencians i organismes relacionats amb la Generalitat Valenciana, com l'Agència de Seguretat i Emergències, l'Institut Cartogràfic Valencià, À Punt Mèdia, entre d'altres.

## Història
L'Avamet es va constituir l'any 2011 amb el nom «Associació Valenciana d'Aficionats a la Meteorologia Josep Peinado», se li afegí el nom de «Josep Peinado» en honor a l'aficionat valencià a la meteorologia que va faltar l'any 2010. El fet que ell volguera instaurar l'associació impulsà als diversos socis fundadors per a crear l'Avamet.
Des d'aquell any, el nombre de socis ha anat augmentant a poc a poc passant dels 20 inicials fins als més de 600 socis l'any 2024 que integren l'associació, i les més de 700 estacions a temps real que formen la seua xarxa.